# Yamato Nadeshiko shichi henge (serie televisiva)
Yamato Nadeshiko shichi henge (ヤマトナデシコ七変化?) è un dorama stagionale invernale in 10 puntate prodotto e mandato in onda da TBS nel 2010. Si tratta della trasposizione live action della serie manga e anime conosciuto in italiano col titolo di Perfect Girl Evolution. È inedito in Italia.
La vicenda segue in parte la storia originale, con qualche modifica ed evoluzione nei tratti dei personaggi: il protagonista assoluto ad esempio, che nella storia originale è Sunako, diventa nel dorama Kyohei.
Il titolo riprende l'espressione idiomatica yamato nadeshiko che significa "moglie perfetta": è la denominazione che viene data alla bellezza femminile ideale in Giappone, ovvero pelle bianca, bella, colta ed elegante.

## Trama
Scaricata al tempo della scuola da un ragazzo che le piaceva, ha iniziato da allora una vita ritirata da hikikomori; occultando quanto più possibile la propria stessa immagine ha pensato così di sfuggir al confronto con le altre ragazze e finanche con se stessa.lasciandosi crescere una lunga frangia di modo che nessuno potesse più veder il suo volto (anche se in tal maniera va spesso a sbattere contro gli spigoli).
Ha decisamente una cattiva immagine di sé: pensa che le persone belle possano diventar brutte, ma che quelle brutte non potranno mai diventare belle, e che quelle brutte come lei devono rimanere al buio con un cappuccio in testa per nascondere la loro brutta faccia. Preoccupata dell'estrema introversione della nipote, la padrona di casa di quattro affascinanti ragazzi offre loro la possibilità di soggiornar gratis nella grande villa, a patto ch'essi riescano a trasformar Sunako in una "perfetta signorina". Tutto ciò si dovrà realizzare prima del ritorno della zia dal suo viaggio intorno al mondo (è andata alla ricerca d'un nuovo marito).
Molto semplice in apparenza, ma ben più complicato da realizzare nei fatti. Il problema principale da risolvere per i quattro non sarà tanto quello di cambiar l'aspetto esteriore-estetico di Sunako (riusciranno del resto a renderla presto abbastanza accettabile), quanto il suo atteggiamento intimo nei confronti dell'esistenza e soprattutto i suoi interessi (che lei mostra fin dall'inizio non aver alcuna intenzione di cambiare): debbono, in poche parole, ricondurla alla luce della vita.
Ricevuta la missione di trasformar Sunako in una donna, nei loro sforzi per giunger felicemente al traguardo che si son prefissati non si fermeranno davanti a nulla; ecco che 4 ragazzi pur accomunati dall'estrema bellezza ma dalle personalità così varie si ritrovano uniti per un obiettivo comune.

## Protagonisti
- Kyohei Takano, interpretato da Kazuya Kamenashi:

Nonostante la bella apparenza, è un tipo ultra-irascibile. A causa di una serie di disavventure causategli dallo stuolo di ragazze innamorate di lui che lo seguivano ovunque, si è trovato costretto ad abbandonar la famiglia, nonché il luogo di lavoro dopo esser stato molestato sessualmente anche dal proprietario maschio: da allora si difende dalle difficoltà della vita con un ghigno cinico.
Ha un rapporto complesso e irrisolto con la madre; ciò costituisce la grande ferita irrimarginabile del suo cuore.
- Yukinojo Toyama, interpretato da Yūya Tegoshi:

Un ragazzo solare e onesto, talmente bello da essere scambiato per una ragazza.
- Sunako, interpretata da Aya Ōmasa:

Dopo esser stata vittima di bullismo a scuola quattro anni prima, s'è rinchiusa in un mondo tutto suo fatto di amore per l'horror, lo splatter e tutte le cose occulte in generale. Solitamente vestita con una lunga tunica nera e un cappuccio che le copre interamente il volto, rifugge come fosse il male assoluto la luce e tutto ciò che brilla.
Quando litiga con Kyohei viene da questi soprannominata 'Busunako' (Busu-brutta), il che la fa riempire di rabbia: nonostante ciò i due non potranno far altro che avvicinarsi poco a poco.
- Takenaka Oda, interpretato da Hiroki Uchi:

Solitamente il più calmo e tranquillo del gruppo, individualista e distaccato.
- Morii Ranmaru, interpretato da Shuntaro Miyao:

Donnaiolo impenitente e narcisista al massimo livello.
- Ranmaru bambino, interpretato da Tatsuomi Hamada:
- Takeru Nakahara, interpretato da Seishiro Kato:

Figlioletto della padrona di casa, ha anche il ruolo di narratore esterno che introduce ogni puntata. Frequenta ancora le elementari ed attende sempre che la madre torni finalmente a casa.
- Noi Kasahara, interpretato da Ranko Kanbe:
- Shinichi, interpretato da Ren Ōsugi: (cafe master)
- Mine Nakahara, interpretata da Reiko Takashima:

Proprietaria della casa dove vivono i quattro bishōnen e madre di Takeru.

### Star ospiti
- Ayasa Hanagata - Nene
- Shiho come Nana
- Ryoko Kobayashi - Yukime (ep. 1)
- Asai Uchida - Ando Masao (ep. 1)
- Aki Hoshino - Mari (ep. 1-3)
- David Itō - store manager di Kyohei (ep. 1)
- Sei Hiraizumi - Sebastian (ep. 2)
- Erika Okuda amica di Mari (ep. 2-3)
- Mamiko Ito - amico di Mari (ep. 2-3)
- Mie Suzuki - amico di Mari (ep. 2-3)
- Yōichi Nukumizu - Kurume (ep. 4)
- Rio Sasaki - Sunako da bambina (ep. 4)
- Eriko Satō - Maria (ep. 5)
- Yuika Motokariya - Machiko (ep. 6)
- Takaaki Enoki - Oda Tadanaga (ep. 6)
- Yuko Mano - Chinatsu (ep. 6)
- Narumi Konno - Suzu (ep. 7)
- Yumi Aso - Takano Aki (la madre di Kyohei) (ep. 8-9)
- Toru Nakane - Takano Shohei (padre di Kyohei) (ep. 8-9)
- Reina Asami - Kikunoi Tamao
- Ayano Komatsuzaki - Tamao da bambino (ep. 8-9)

## Sigla
La sigla impiegata in tutti gli episodi è Love Yourself (Kimi ga kirai na kimi ga suki) dei KAT-TUN.